# 8858 Cornus
8858 Cornus (1991 PT7) là một tiểu hành tinh vành đai chính được phát hiện ngày 6 tháng 8 năm 1991 bởi E. W. Elst ở Đài thiên văn Nam Âu.